# Wind (banda)
Wind é uma banda pop alemã. Os Wind foram os representantes da Alemanha no Festival Eurovisão da Canção 1985, assim como no Festival Eurovisão da Canção 1987 e no Festival Eurovisão da Canção 1992.

## Discografia

### Álbuns
- Für alle (1985)
- Stürmische Zeiten (1985)
- Jeder hat ein Recht auf Liebe (1987)
- Laß die Sonne in dein Herz (1987)
- Let the Sun Shine in Your Heart (1987)
- Alles klar (1989)
- Frischer Wind (1998)
- Hitze (1990)
- Total verliebt (1994)
- Mit Herz und Seele (1995)
- Die ganze Nacht an dich gedacht (2000)
- Sonnenklar (2001)
- Kein Weg zu weit (2002)
- Nur mit dir und sofort (2002)
- Mach mich an (2004)
- Sonne auf der Haut (2004)
- Wunderbar, 2004
- Nimm mich mit, 2005
- Schön war die Zeit (2007)
- Für alle (For all, 2007) -

### DVD
- Sonnenklar (2001)
- Wunderbar…Our Dreams Come True (Live) (2006)